# Polychrus marmoratus
Polychrus marmoratus é uma espécie de réptil do gênero Polychrus. É também comumente referido como o lagarto-preguiça devido ao seu movimento lento. A espécie tem muitos predadores, incluindo aranhas e primatas.

## Descrição

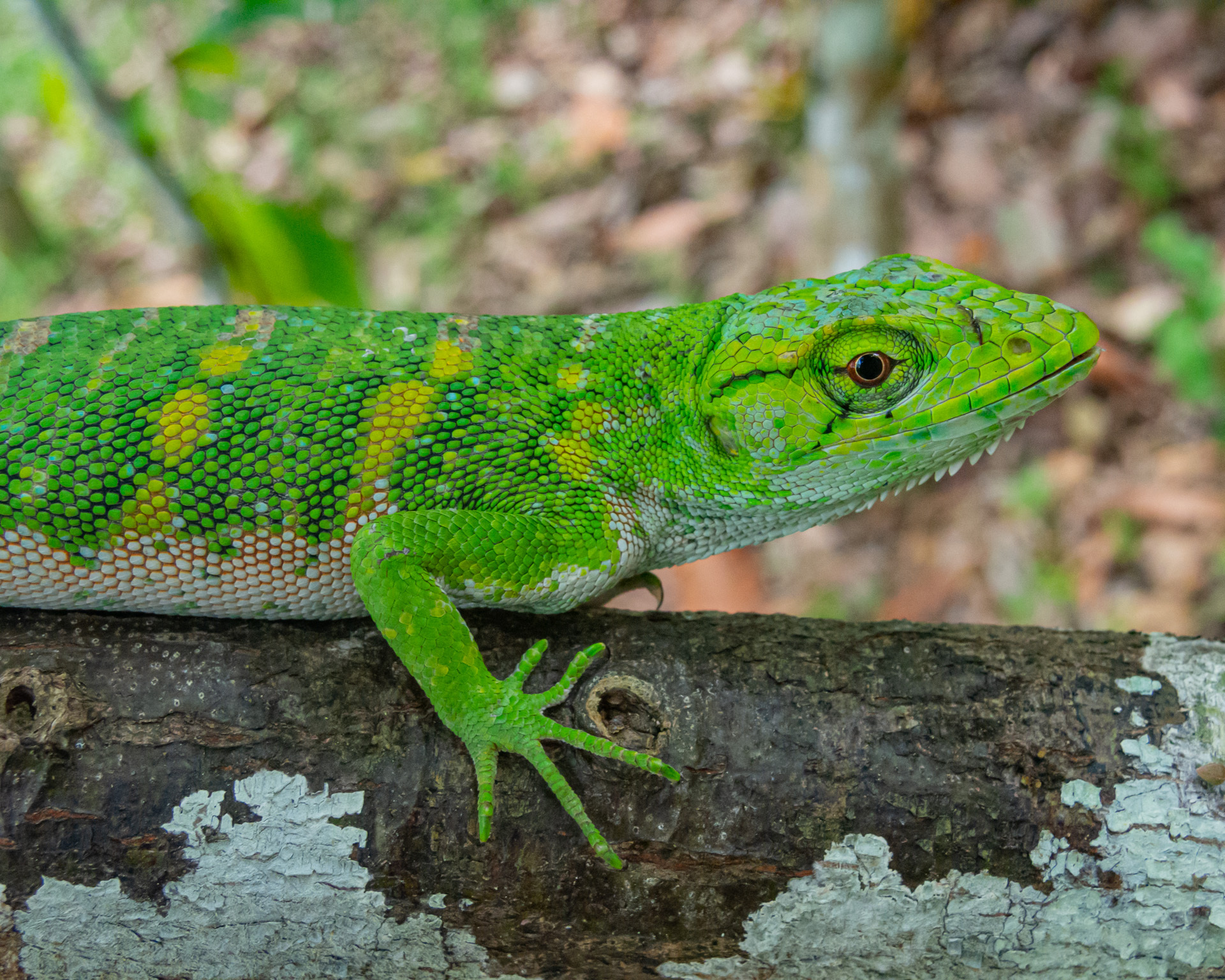
Polychrus marmoratus sobre um tronco.

Polychrus marmoratus pesa cerca de 100 gramas. Tem 30 a 50 centímetros de comprimento. A cor de base é cinza com áreas esverdeadas e amareladas e listras pretas. Alguns podem ser marrons ou verdes. As escamas no flanco e na pele são menores. Caça insetos.

## Distribuição
A espécie está presente na Guiana, no Brasil, no Peru e no Equador . Também foi avistada em Trinidad e Tobago, Venezuela e Flórida .